# 쓰치우라시
쓰치우라시(일본어: 土浦市, 문화어: 쯔찌우라시)는 일본 이바라키현 남부에 있는 시이다. 매년 10월에 쓰치우라 전국 불꽃 경기 대회가 개최된다. 쓰쿠바 연구학원도시와 인접한 업무핵도시로 지정되어 있다.

## 지리
도쿄에서 약 60km 떨어져 있다.

### 인접한 자치체
- 우시쿠시
- 쓰쿠바시
- 가스미가우라시
- 이시오카시
- 이나시키군 아미정

## 역사
사료에 처음 등장하는 것은 1329년의 "도지 백합 문서"이다. 무로마치 시대에 쓰치우라성이 쌓아졌다. 에도 시대 초기에는 한때 마쓰다이라씨, 구쓰키씨가 들어왔지만 대부분의 기간은 쓰치야씨의 통치 하에 있었다. 1786년 조사 때의 인구는 3,988명이었다.
제2차 세계 대전 전에는 쓰치우라 해군 항공대의 기지가 있어 통칭 "예과련"(해군 비행예과 연습생)으로 불린 해군 항공병의 교육기관이 있는 등 일본 청소년들의 동경의 대상이었다. 1960년대부터 1980년대까지는 이바라키현 남부의 상업 도시, 중심 도시 역할이 강했다. 1990년대 이후에는 급속히 중심가의 구심력이 저하되었다.
- 1889년 4월 1일 - 정촌제 시행으로 니하리군 쓰치우라정이 성립하였다.
- 1937년 4월 1일 - 나카이에촌이 쓰치우라정과 합병했다.
- 1939년 6월 1일 - 히가시촌이 쓰치우라정과 합병했다.
- 1940년 11월 3일 - 마나베정과 쓰치우라정이 합병해 쓰치우라시가 되었다.
- 1945년 6월 10일 - 연합군의 공습을 받았다.
- 1954년 11월 1일 - 가미오쓰촌과 합병하였다.
- 2006년 2월 20일 - 니하리촌과 합병하였다.

## 교통

### 철도
중심 역은 쓰치우라역이다.
- 동일본 여객철도 조반선

### 도로
- 조반 자동차도
- 국도 제6호선
- 국도 제125호선
- 국도 제354호선

### 항구
- 쓰치우라항

## 인구
| 연도 | 인구    | ±%     |
| ---- | ------- | ------ |
| 1950 | 78,344  | —      |
| 1960 | 79,779  | +1.8%  |
| 1970 | 98,313  | +23.2% |
| 1980 | 121,300 | +23.4% |
| 1990 | 137,103 | +13.0% |
| 2000 | 144,106 | +5.1%  |
| 2010 | 143,023 | −0.8%  |

## 기후
| 쓰치우라시의 기후                                            | 쓰치우라시의 기후 | 쓰치우라시의 기후 | 쓰치우라시의 기후 | 쓰치우라시의 기후 | 쓰치우라시의 기후 | 쓰치우라시의 기후 | 쓰치우라시의 기후 | 쓰치우라시의 기후 | 쓰치우라시의 기후 | 쓰치우라시의 기후 | 쓰치우라시의 기후 | 쓰치우라시의 기후 | 쓰치우라시의 기후 |
| 월                                                           | 1월               | 2월               | 3월               | 4월               | 5월               | 6월               | 7월               | 8월               | 9월               | 10월              | 11월              | 12월              | 연간              |
| ------------------------------------------------------------ | ----------------- | ----------------- | ----------------- | ----------------- | ----------------- | ----------------- | ----------------- | ----------------- | ----------------- | ----------------- | ----------------- | ----------------- | ----------------- |
| 역대 최고 기온 °C (°F)                                       | 18.3 (64.9)       | 24.1 (75.4)       | 26.3 (79.3)       | 29.0 (84.2)       | 33.5 (92.3)       | 35.2 (95.4)       | 38.1 (100.6)      | 38.5 (101.3)      | 37.1 (98.8)       | 33.7 (92.7)       | 25.4 (77.7)       | 25.1 (77.2)       | 38.5 (101.3)      |
| 일평균 최고 기온 °C (°F)                                     | 9.4 (48.9)        | 10.1 (50.2)       | 13.4 (56.1)       | 18.6 (65.5)       | 22.9 (73.2)       | 25.4 (77.7)       | 29.4 (84.9)       | 31.0 (87.8)       | 27.1 (80.8)       | 21.6 (70.9)       | 16.4 (61.5)       | 11.6 (52.9)       | 19.7 (67.5)       |
| 일일 평균 기온 °C (°F)                                       | 4.0 (39.2)        | 4.8 (40.6)        | 8.2 (46.8)        | 13.2 (55.8)       | 17.8 (64.0)       | 21.0 (69.8)       | 24.9 (76.8)       | 26.2 (79.2)       | 22.8 (73.0)       | 17.3 (63.1)       | 11.5 (52.7)       | 6.3 (43.3)        | 14.8 (58.7)       |
| 일평균 최저 기온 °C (°F)                                     | −0.9 (30.4)       | −0.1 (31.8)       | 3.2 (37.8)        | 8.3 (46.9)        | 13.5 (56.3)       | 17.6 (63.7)       | 21.5 (70.7)       | 22.9 (73.2)       | 19.4 (66.9)       | 13.5 (56.3)       | 6.9 (44.4)        | 1.5 (34.7)        | 10.6 (51.1)       |
| 역대 최저 기온 °C (°F)                                       | −7.6 (18.3)       | −7.1 (19.2)       | −4.9 (23.2)       | −1.6 (29.1)       | 3.6 (38.5)        | 10.1 (50.2)       | 13.4 (56.1)       | 16.0 (60.8)       | 8.8 (47.8)        | 2.7 (36.9)        | −1.9 (28.6)       | −6.5 (20.3)       | −7.6 (18.3)       |
| 평균 강수량 mm (인치)                                        | 48.8 (1.92)       | 45.8 (1.80)       | 90.5 (3.56)       | 105.1 (4.14)      | 121.3 (4.78)      | 123.5 (4.86)      | 123.6 (4.87)      | 99.1 (3.90)       | 171.9 (6.77)      | 177.7 (7.00)      | 74.8 (2.94)       | 47.4 (1.87)       | 1,229.3 (48.40)   |
| 평균 강수일수 (≥ 1.0 mm)                                     | 4.8               | 5.4               | 9.4               | 10.0              | 10.7              | 11.7              | 10.4              | 7.5               | 10.8              | 10.6              | 7.3               | 5.4               | 104               |
| 평균 월간 일조시간                                           | 196.6             | 176.6             | 180.8             | 184.7             | 180.3             | 128.5             | 150.3             | 181.5             | 136.6             | 136.5             | 151.4             | 174.4             | 1,978.2           |
| 출처: 일본 기상청 (평년값: 1991년~2020년, 극값: 1978년~현재) |                   |                   |                   |                   |                   |                   |                   |                   |                   |                   |                   |                   |                   |